# Scopula contaminata
Scopula contaminata là một loài bướm đêm trong họ Geometridae.